# Antonio Snider-Pellegrini
Antonio Snider-Pellegrini (1802 – 1885) è stato un geografo francese, che teorizzò la possibilità della deriva dei continenti, anticipando Alfred Wegener di diversi decenni.

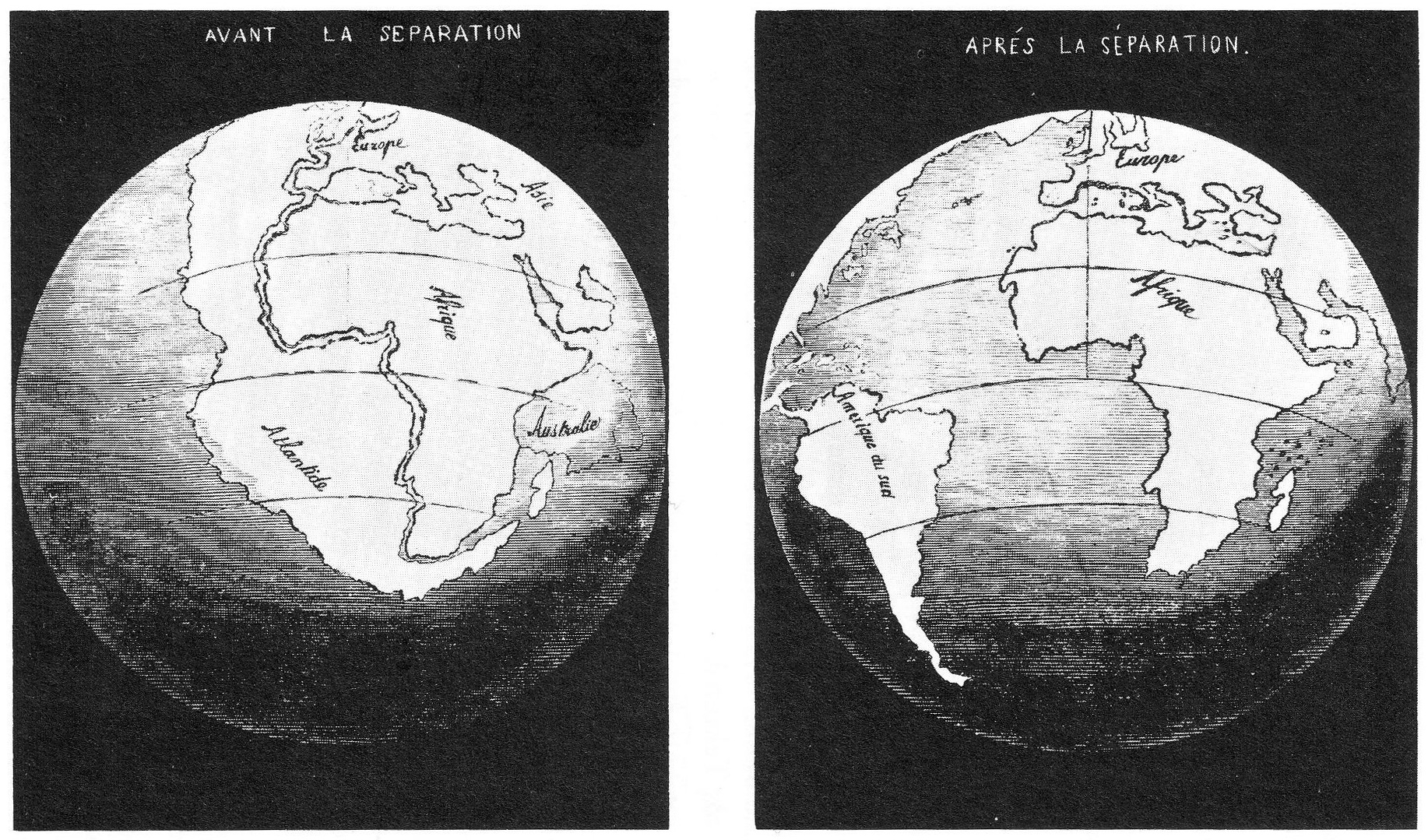
Queste mappe furono disegnate da Pellegrini nel 1858 per dare vita alla sua interpretazione

Nel 1858, Snider-Pellegrini pubblicò il suo libro, La Création et ses Mystères dévoilés ("La Creazione con i suoi Misteri Svelati"). Egli propose, che tutti i continenti erano un tempo collegati tra loro, durante il periodo Pennsylvaniano.
Antonio Pellegrini prese in considerazione tale teoria in quanto  trovò fossili di piante, sia in Europa che negli Stati Uniti d'America, praticamente identici. Inoltre attribuì la causa della frammentazione del supercontinente al diluvio universale della Bibbia.